# Гострий панкреатит
Гострий панкреатит (ГП; лат. pancreatitis, від дав.-гр. πάγκρεας — «підшлункова залоза» + -itis — «запалення») — гостре асептичне запалення підшлункової залози (гостра форма панкреатиту).
В основі захворювання лежать некробіоз панкреатоцитів та ферментна аутоагресія з подальшим некрозом та дистрофією залози, до яких може приєднуватись вторинна інфекція, що призводить до гнійних ускладнень. Хоч часто панкреатит може мати слабкі загальні прояви, він є вкрай важким захворюванням із високою летальністю. Дорослі хворіють набагато частіше, ніж діти.
Гострий панкреатит найчастіше виникає в разі надмірного вживання алкоголю, переїдання, травм підшлункової залози, отруєння лікарськими препаратами, порушення кровообігу, однак загалом можливих причин виникнення хвороби існує набагато більше.

## Епідеміологія
В Україні захворюваність на гострий панкреатит становить 4,6 випадків на 10 000 населення, тобто щороку захворює близько 21 000 людей. Із цієї кількості приблизно 25 % страждають на гострий некротичний панкреатит.
Смертність у разі гострого панкреатиту становить близько 5 %, а за наявності гострого некротичного панкреатиту сягає понад 20 % (аж до 40 %). З хворих, що вижили, близько 65 % залишаються інвалідами.

## Етіологія

Кругова діаграма, що зображає відсотковий розподіл основних етіологічних чинників гострого панкреатиту

Гострий панкреатит є багатопричинним захворюванням, появу якого можуть зумовити понад 140 чинників. Загалом ці чинники прийнято поділяти на передацинусні, ацинусні та післяацинусні:
1. До передацинусних чинників належать склероз, ангіїт, портальна гіпертензія, загальні розлади кровопостачання
2. До ацинусних чинників належать надмірне вживання алкоголю, проривна виразка дванадцятипалої кишки, інфікування вірусом ендемічного паротиту (діти), інфікування ентеровірусом (дорослі), травматичне пошкодження підшлункової залози, отруєння деякими лікарськими засобами, гіперліпідемія, хвороба Крона тощо
3. До післяацинусних чинників жовчевокам'яна хвороба, дискінезія проток, закупорка протоки підшлункової залози, патологія великого сосочка дванадцятипалої кишки, кільцеподібна підшлункова залоза[2][3].

## Патогенез
Перераховані вище чинники спричиняють порушення відтоку жовчі та секрету пішлункової залози, що призводить до руйнування панкреатоцитів внаслідок чого відбувається масивний вихід травних ферментів до паренхіми підшлункової залози. Ці ферменти призводять до руйнування інших панкреатоцитів, внаслідок чого розвивається circulus vituosus — замкнене коло, розірвати яке можуть, в більшості випадків, лише фахівці хірургічного стаціонару.

## Клінічні ознаки

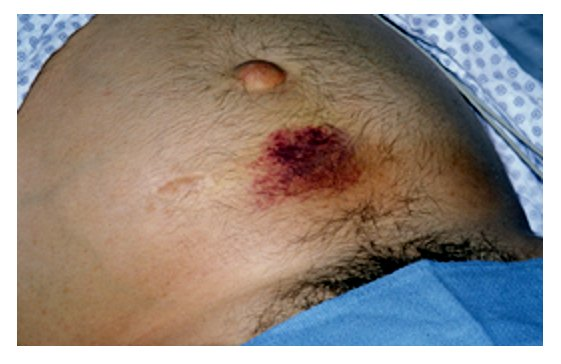
Симптом Каллена: обмежений ціаноз шкіри в ділянці пупка

Хвороба дає про себе знати оперізувальним болем у животі, здебільшого в лівому підребер'ї, нудотою, відрижкою, блюванням, здуттям живота. Пульс пришвидшений, артеріальний тиск знижений. За цими проявами, характерними й для інших порушень у роботі органів травної системи, тяжко розпізнати панкреатит, проте на основі клінічних, лабораторних та інструментальних досліджень лікар має змогу встановити точний діагноз.
При появі сильного оперізувального болю, який може бути проявом гострого панкреатиту, необхідно терміново викликати швидку допомогу, хворого вкласти у ліжко, на верхню половину живота покласти холод.

## Діагностика
- Дані анамнезу

1. ціаноз обличчя (симптом Лагерлефа);

1. язик сухий, на його поверхні білий, а у тяжких випадках — коричневий, наліт;
2. розширені зіниці (симптом Леви) — за рахунок гіперадреналінемії;
3. жовтувато-ціанотичні плями в ділянці пупка (симптом Каллена);
4. ціаноз шкіри живота (симптом Грея-Турнера);
5. здуття кишки, більшою мірою поперечної частки ободової кишки (симптом Гоб'є) — перкуторно визначається тимпаніт;
6. при пальпації живота, залежно від поширеності випоту по черевній порожнині болючість і напруження в початковій стадії можуть бути тільки в проєкції підшлункової залози (симптом Керте); при прогресі патологічного процесу болючість, захисна напруга м'язів визначатимуться в усіх відділах живота; позитивний симптом Щоткіна-Блюмберга спостерігається при розвитку перитоніту, що може ускладнювати перебіг гострого панкреатиту;
7. біль викликається натисканням пальців у лівому реброво-м'язовому кутку (симптом Мейо-Робсона);
8. посилення болю в епігастральній ділянці при легких поштовхах долонею, поставленої ребром у лівій клубовій ділянці (симптом Чухрієнко).

- Загальний аналіз крові та лейкоцитарна формула
- Аналіз крові на амілазу, ліпазу
- Аналіз сечі на діастазу
- УЗД органів черевної порожнини
- Ендоскопічна ретроградна холангіопанкреатографія, для діагности «закупорки» жовчних проток, та функціонального стану Фатерового сосочка. Також може використовуватись в даному випадку з метою лікування, для відновлення вільного току жовчі та секрету підшлункової залози.

## Лікування

### Консервативна терапія
Лікування гострого панкреатиту повинно відбуватись в хірургічному стаціонарі. Специфічної терапії гострого панкреатиту із доведеним ефектом не існує. Хворим проводиться підтримуюча терапія з інфузією через центральну вену; встановлюється назогастральний зонд для евакуації шлункового секрету. Здійснюється масивна протибольова терапія. Препарати призначаються виключно парентерально. Ефективність антиферментних препаратів (контрикал та ін.) не доведена, тому вони цілком виключені із сучасних схем стандартної терапії гострого панкреатиту. Препарати, які пригнічують екзокринну секрецію підшлункової залози, зокрема аналоги соматостатину також мають низький доказовий рівень ефективності.

### Оперативне лікування
Проводиться у разі виникнення ускладнень. При неефективності консервативного лікування розвивається панкреонекроз (значні некрози підшлункової залози) хворим необхідна операція: видалення некротизованих ділянок підшлункової залози — секвестректомія, санація та дренування черевної порожнини.

## Профілактика
Профілактика панкреатиту базується на запобіганні та своєчасному лікуванні хвороб, що призводять до його розвитку, на усуванні причин, що сприяють запаленню підшлункової залози.

## Ускладнення
До основних ускладнень гострого панкреатиту належать:
- Панкреонекроз — найважче ускладнення, яке проявляється тяжкою інтоксикацією організму, порушенням всіх систем організму та поганим прогнозом
- Кісти підшлункової залози — це обмежені капсулою скупчення рідини у вигляді порожнин, які можуть бути розміщені як в самій залозі, так і виходити за її межі.
- Хронічний панкреатит — хронічне запалення залози, яке призводить до заміщення здорової тканини залози на сполучну тканину (фіброз)
- Нориці підшлункової залози — патологічне сполучення протоку залози із зовнішнім середовищем чи внутрішніми органами.
- Перитоніт — при розвитку панкреонекрозу розвивається картина «гострого живота», важка інтоксикація тощо.
- Внутрішньочеревна кровотеча — кровотеча внаслідок пошкодження соком залози великих судин, що безпосередньо загрожує життю людини
- Цукровий діабет — порушення ендокринної функції